# Elana Eden

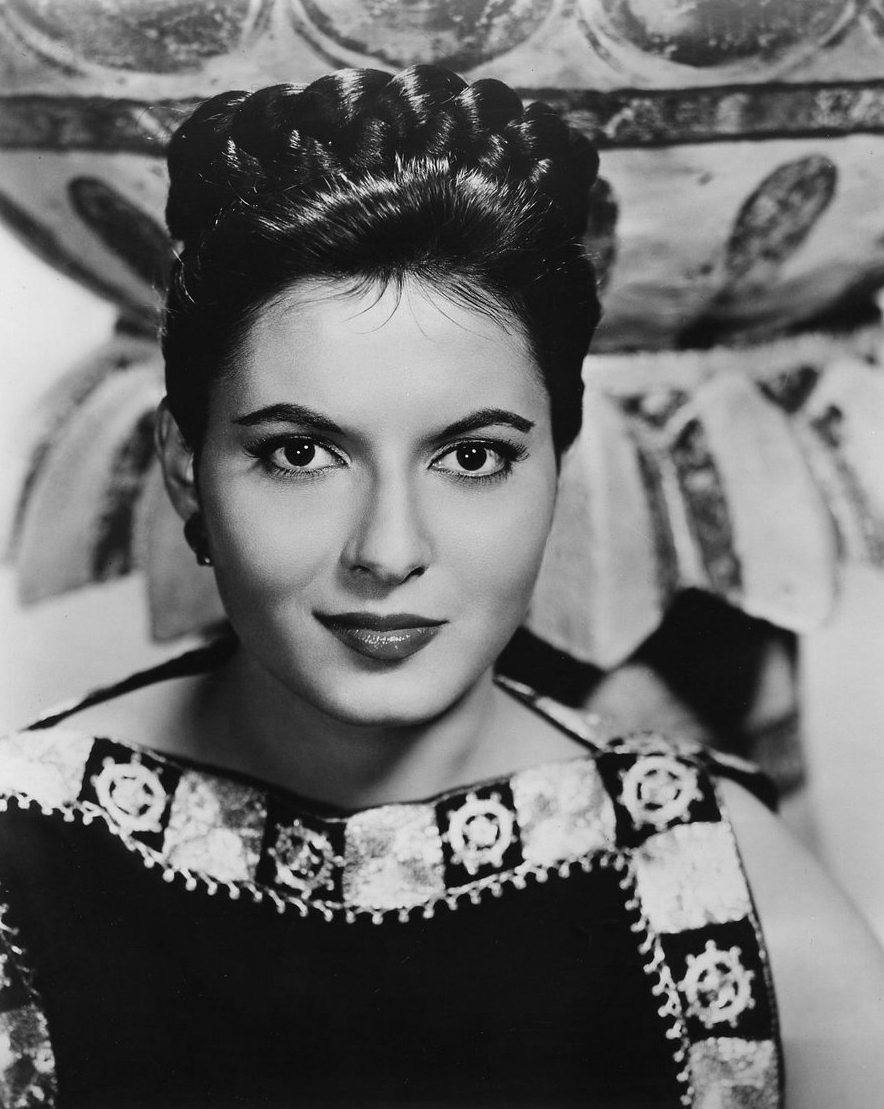
Elana Eden em foto publicitária para o filme A História de Rute de 1960

Lani Elana Cooper (Bat Yam, Tel Aviv, Israel, 1 de maio de 1940), conhecida artisticamente como Elana Eden, é uma atriz israelense de cinema, teatro e televisão, com destaque para sua estréia no cinema no filme bíblico A História de Rute (1960), no qual ela interpreta a protagonista.

## Biografia
Nascida em Bat Yam, em Israel, Eden frequentou uma escola rural dos 13 aos 17 anos de idade. Seu pai trabalhava no campo durante o dia e à noite como vigilante. Sua mãe foi enfermeira. Graduou-se na escola de Teatro Nacional Habima e fez sua estréia na peça Lisístrata em que participou em mais de cinquenta apresentações em diferentes partes de Israel.
Depois de sua estreia na película A História de Rute, Eden apareceu em várias séries de televisão, tanto nos Estados Unidos e em Israel. Ela também participou do filme Missão Secreta no Cairo (1966), co-estrelado por Audie Murphy, George Sanders e Marianne Koch.
Eden casou-se com o autor e dramaturgo israelense Nissim Aloni em 1962, divorciando-se dele em 1965. Casou novamente com o compositor americano Fredric "Fred" Myrow em 6 de junho de 1969. Eles tiveram três filhas: Rachael, Shira e Neora.

## Filmografia
| Ano  | Título                    | Papel         | Notas                       |
| ---- | ------------------------- | ------------- | --------------------------- |
| 1960 | This Is Your Life         | Ela mesma     | Episódio "Mervyn LeRoy"     |
| 1960 | A História de Rute        | Rute          | Debut cinematográfico       |
| 1961 | Adventures in Paradise    | Shasme Hasmar | Episódio "Who Is Sylvia?"   |
| 1961 | The Barbara Stanwyck Show | Anna          | Episódio "The Hitch-Hiker"  |
| 1966 | Missão Secreta no Cairo   | Hadassa       | Creditada como "Ilana Foch" |